# Santa Helena (Santa Catarina)
Santa Helena è un comune del Brasile nello Stato di Santa Catarina, parte della mesoregione dell'Oeste Catarinense e della microregione di São Miguel do Oeste.
La colonizzazione ebbe luogo nel 1943 ad opera di coloni italiani e tedeschi, che intendevano sviluppare attività legate allo sfruttamento del legname.
La colonizzazione ebbe successo, tanto che nel settembre 1962 la comunità venne costituita in distretto e, con legge 8.526 del 9 gennaio 1992, in municipio.